# Lanslevillard
Lanslevillard är en kommun i departementet Savoie i regionen Auvergne-Rhône-Alpes i sydöstra Frankrike. Kommunen ligger i kantonen Lanslebourg-Mont-Cenis som tillhör arrondissementet Saint-Jean-de-Maurienne. År 2018 hade Lanslevillard 479 invånare.

## Befolkningsutveckling
Antalet invånare i kommunen Lanslevillard
| Referens: INSEE |